# Plourhan
Plourhan är en kommun i departementet Côtes-d'Armor i regionen Bretagne i nordvästra Frankrike. Kommunen ligger i kantonen Étables-sur-Mer som tillhör arrondissementet Saint-Brieuc. År 2022 hade Plourhan 2 137 invånare.

## Befolkningsutveckling
Antalet invånare i kommunen Plourhan
Referens:INSEE